# Konveksna funkcija
Matematična funkcija f je konvéksna na intervalu [x,y], če za vsak t z intervala [0,1] velja
{\displaystyle f(tx+(1-t)y)\leq tf(x)+(1-t)f(y).}
Konveksnost pomeni, da graf funkcije na danem intervalu [x,y] leži pod daljico, ki jo določata točki A(x,f(x)) in B(y,f(y)). Če graf na danem intervalu leži nad to daljico, je funkcija konkavna.
Če je v zgornjem zapisu enačaj izpolnjen samo v krajiščih, pravimo, da je funkcija strogo konveksna.

## Lastnosti konveksnosti
Če je funkcija odvedljiva, lahko določimo enačbo tangente na graf. Graf konveksne funkcije leži v okolici poljubne točke nad tangento v tej točki (graf konkavne funkcije pa leži pod tangento).
Konveksnost oziroma konkavnost funkcije lahko preverimo tudi z drugim odvodom (če obstaja):
- Če je drugi odvod funkcije na danem intervalu pozitiven, je funkcija na tem intervalu konveksna.
- Če je drugi odvod funkcije na danem intervalu negativen, je funkcija na tem intervalu konkavna.

Konveksnost (konkavnost) je povezana tudi s smerjo ukrivljenosti grafa funkcije. Če se gibljemo po grafu konveksne funkcije v smeri od manjših x proti večjim, vidimo, da graf ves čas zavija v levo (graf konkavne funkcije pa v desno).
Točko na meji med intervalom konveksnosti in intervalom konkavnosti imenujemo prevoj funkcije.